# Siegfried Schulte (Komponist)
Siegfried Schulte (* 28. September 1935 in Potsdam; † 15. März 2023 ebenda) war ein deutscher Komponist. Er schuf über 150 Unterhaltungstitel und zählte zu den bekanntesten Schlager-Komponisten der DDR.

## Leben
Schulte schloss eine Lehre als Elektromonteur ab und erhielt einige Jahre später seinen Meisterbrief. In seiner Freizeit beschäftigte er sich von Kindheit an mit Musik. Er nahm Klavierunterricht, leitete mit nur 18 Jahren eine eigene Band und bestand 1966 die Prüfung als Kapellenleiter. In den 1960er und 1970er Jahren gehörte das Siegfried-Schulte-Quartett zu den herausragenden ostdeutschen Bands, die modernen Swing spielten. An der Berliner Musikhochschule „Hanns Eisler“ belegte er im Fernstudium die Fächer Tonsatz und Arrangement.
Ab Mitte der 1960er Jahre komponierte er mit viel Erfolg und war ab 1975 hauptberuflich in der Musik tätig.
Schultes Kompositionen wurden von Schlagersängern wie Frank Schöbel, Chris Doerk, Peter Albert, Thomas Lück, Ekki Göpelt, Gaby Rückert oder Bands wie der Theo-Schumann-Combo interpretiert und avancierten im Zusammenspiel mit gelungenen Texten der Autoren Monika Jacobs und Dieter Lietz zu großen Schallplatten-Erfolgen in der DDR.
Die Kompositionen Siegfried Schultes wurden im Harth Musik Verlag Leipzig (in den 1990er Jahren von der Musikverlage Hans Gerig KG Bergisch Gladbach aufgekauft) und im VEB Lied der Zeit Musikverlag (in den 1990er Jahren vom Roba Music Verlag, Hamburg aufgekauft) publiziert.

## Werke (Auswahl)
- 1968: Hier, nimm dein Bild (Thomas Lück)
- 1969: Kann mir gar nicht imponieren (Ruth Brandin)
- 1971: Guten Abend, Carolina (Theo-Schumann-Combo)
- 1971: Thomas und Christine (Hauff & Henkler)
- 1973: Bis zum Horizont (Peter Albert)
- 1973: Glaub Es Mir (Henry Kotowski)
- 1973: Er kam mit dem Sommerwind (Tanja)
- 1973: Geh mit mir (Michael Hansen)
- 1974: Wie weit der Weg auch immer ist (Hans-Jürgen Beyer)
- 1975: Alles im Eimer (Frank Schöbel)
- 1975: Wo kommt der Schnee auf den Kilimandscharo her (Thomas Lück)
- 1976: Keules Atze wohnt am Alex (Pionierchor Omnibus)
- 1977: Wenn der Zirkus kommt (Katja Filipova)
- 1978: Oh Charlie Chaplin (Ingrid Pollow)
- 1978: Herrliches Land im Sonnenschein (Chris Doerk)
- 1978: So ging noch nie die Sonne auf (Gaby Rückert)[8]
- 1978: Außerdem macht es Spaß (Achim Mentzel)
- 1981: Die Tage mit Jeanine (Dieter Dornig)
- 1985: Ich komm immer wieder (Ekki Göpelt)
- 1987: Schlaf Dich aus (Sascha Thom)
- 1994: Jeder Mensch ist schön (Ekki Göpelt)
- 2001: Wir sind mollig (Molly-Sisters)